# Humedal el Tunjo
El humedal el Tunjo es una zona de protección ambiental de relevancia para la red de humedales de Bogotá debido a que integra la estructura ecológica principal de la ciudad. Su área abarca parte de la localidad de Tunjuelito y Ciudad Bolívar y tiene una extensión de 33.2 hectáreas.
El humedal presenta meandros con presencia de seis humedales de ribera con zona de preservación y manejo ambiental en la cuenca baja del río Tunjuelo conforme a los estipulado en el parágrafo 3 del artículo 47 del proyecto 191 de 2014.
El humedal Tunjo representa uno de los pocos sitios que permiten la conectividad ecológica en el sur de la ciudad, es por ello que se categoriza su restauración y protección como prioritaria. Actualmente se han identificado zonas de riesgo de perdida de capacidad ecológica en sectores del río derivado de una ocupación inapropiada en los terrenos de inundación.

## Características

### Tiempo Atmosférico
El análisis de los factores de variación climática se utilizó la información de los registros históricos de las estaciones aledañas al humedal. Específicamente la estación Tunal, INEM Santiago Pérez y Doña Juana. Estas estaciones están bajo la supervisión de la red de monitoreo de calidad del aire, el IDEAM ( Instituto de Hidrología, Meteorología y Estudios Ambientales), CAR (Corporación autónoma Regional) y EAAB (Empresa de acueducto y alcantarillado de Bogotá).

### Temperatura
El humedal presenta una temperatura media que oscila entre 14.7°C y 16.6°C
Humedad Relativa: En el humedal se presentan valores que varían entre rangos mínimos de 67% y máximos de 92% siendo su humedad relativa promedio de 80% anual
Precipitación: En el humedal se presentan rangos de precipitación entre 0.2 mm y 208.1 mm
Nubosidad: Presenta valores valores medios de 5/8, máximos de 6/8 y mínimos de 4/8 Octas
Radiación solar: en el humedal se presenta un valor promedio de 172 W/m²

### Geología
La geología del humedal se analiza desde un punto de vista general a nivel de la geología de la sabana de Bogotá como acumulación de sedimentos fluviales, por lo cual presenta depósitos cuaternarios de origen fluvio lacustre, además de presentar una matriz de arcillas y limos, con plasticidad y baja permeabilidad

### Hidrografía
El humedal Tunjo se encuentra en un área que antiguamente se reconocía como zona de inundación del río Tunjuelo por ende, durante estaciones en las cuales se presenta altos rangos de precipitación el río se desborda y genera cuerpos de agua en el interior del humedal de manera estacionaria. aun así es pertinente destacar que gran parte del agua presente en el humedal corresponde a la precipitación que se presenta en la zona. También existe alimentación por parte de la quebrada Limas y esta a su vez se alimenta del río Tunjuelo. En resumen, el humedal tiene tres fuentes principales de alimentación de agua: El primero es el río Tunjuelo, el segundo la precipitación y el tercero es la escorrentía que llega desde los cerros orientales e infiltración de aguas.

### Fotos Captadas del Humedal

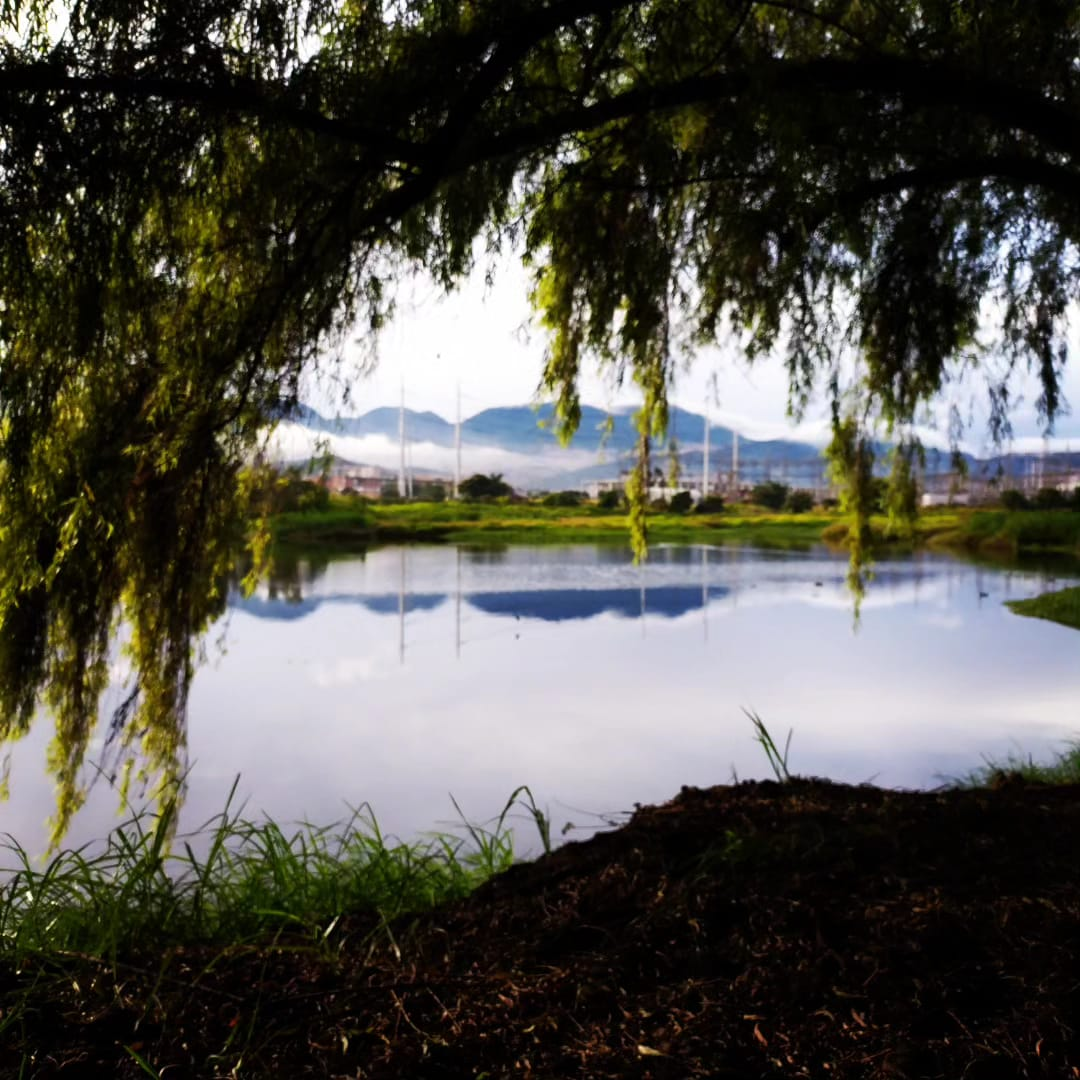
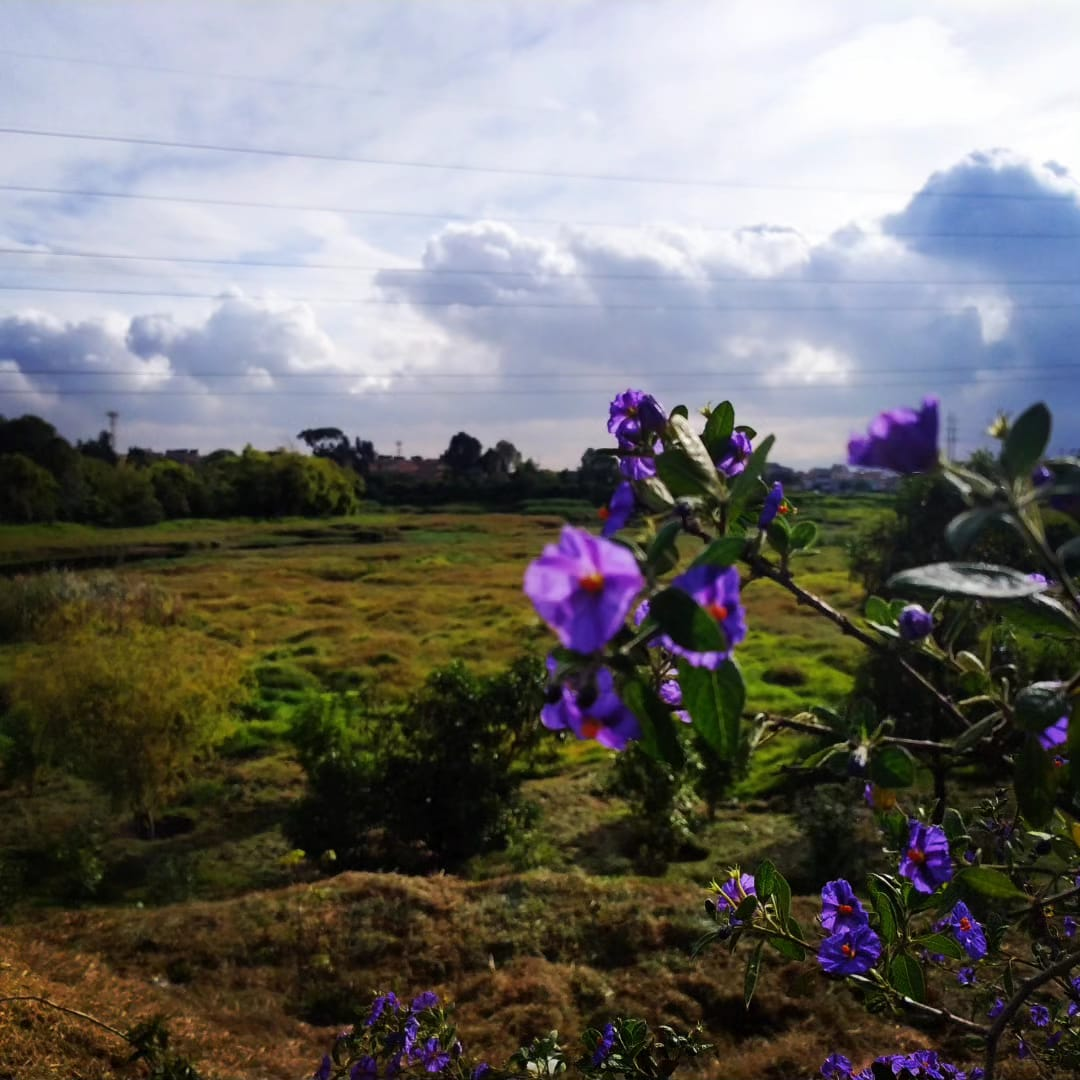
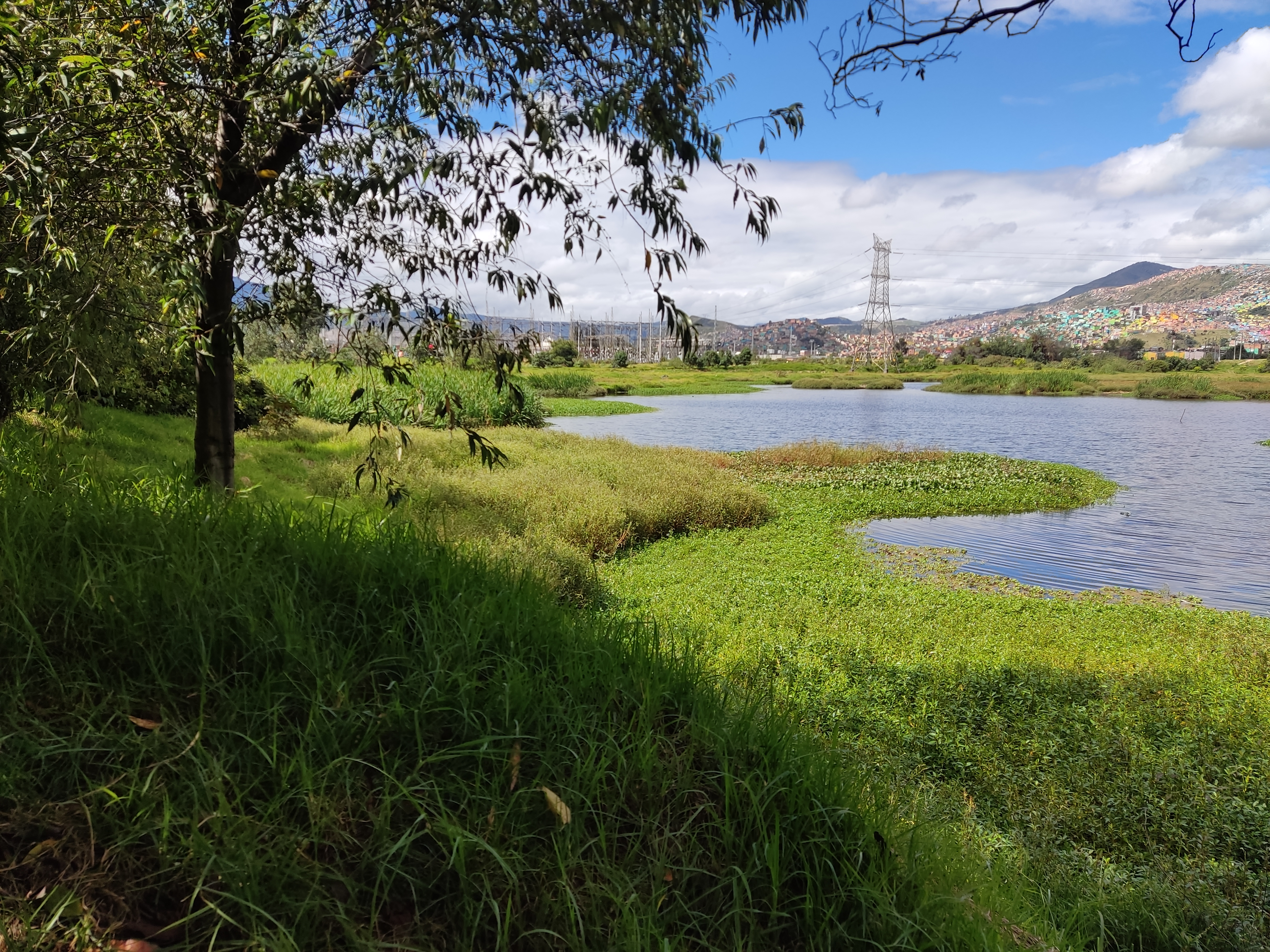
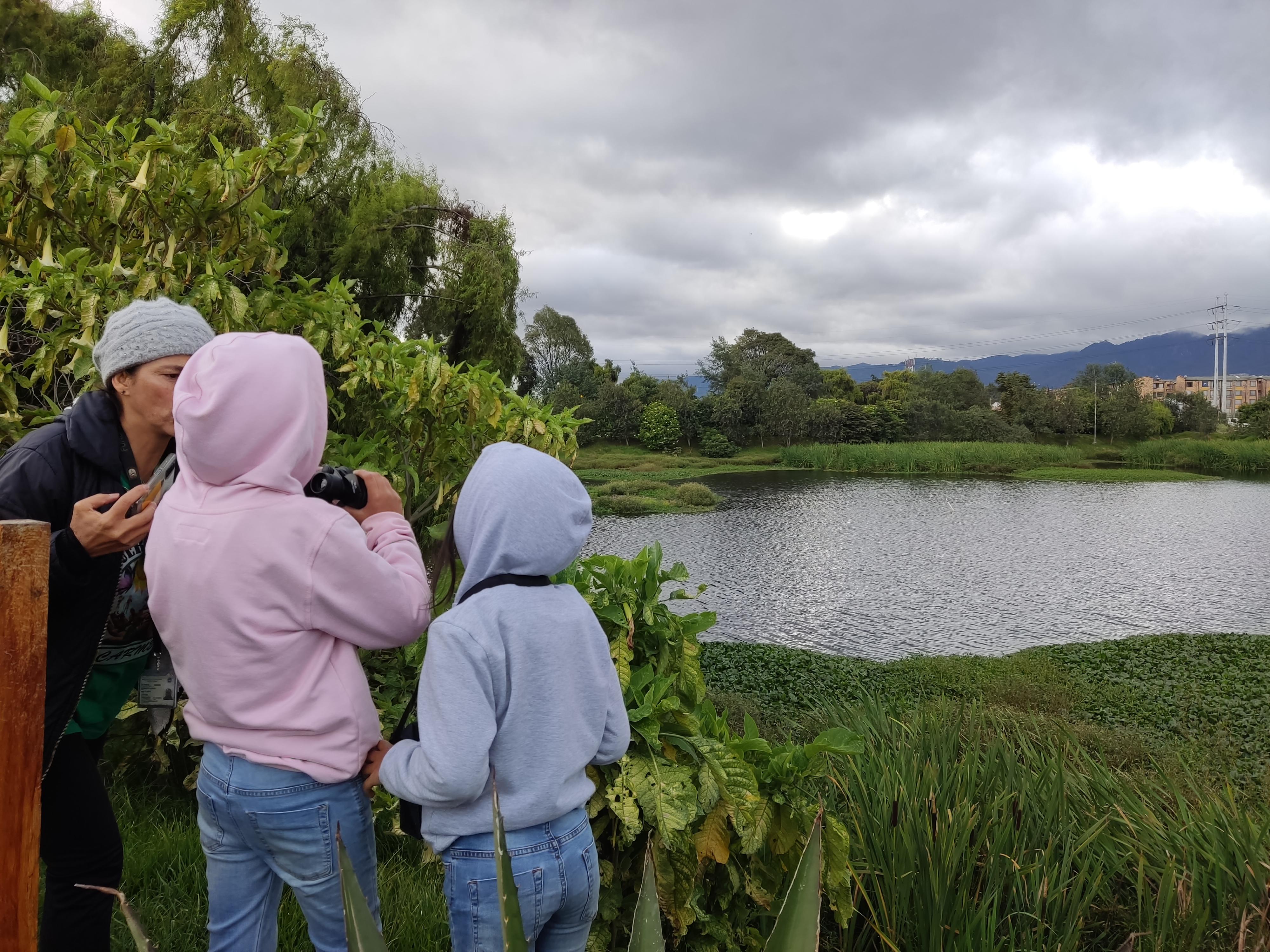
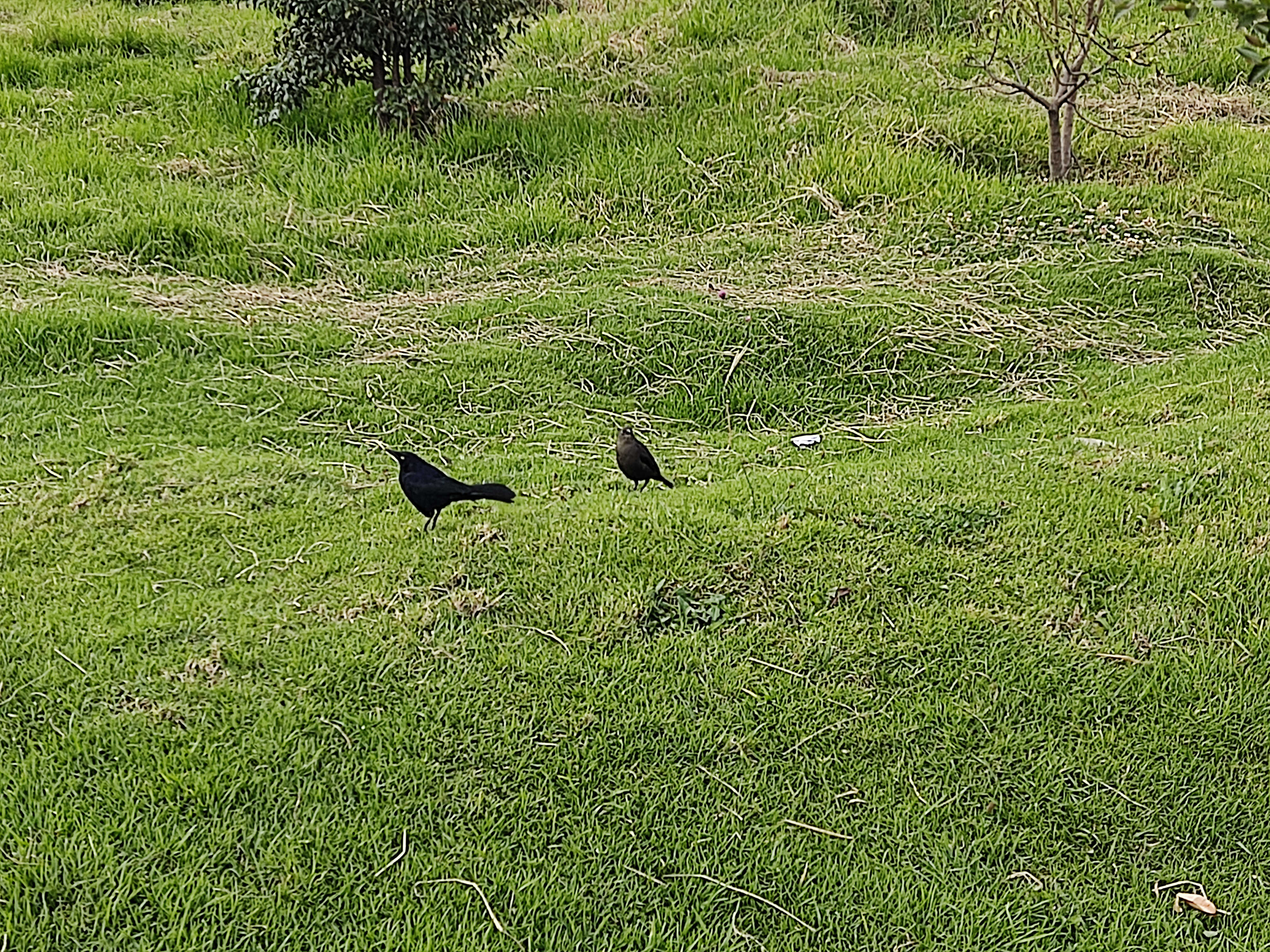
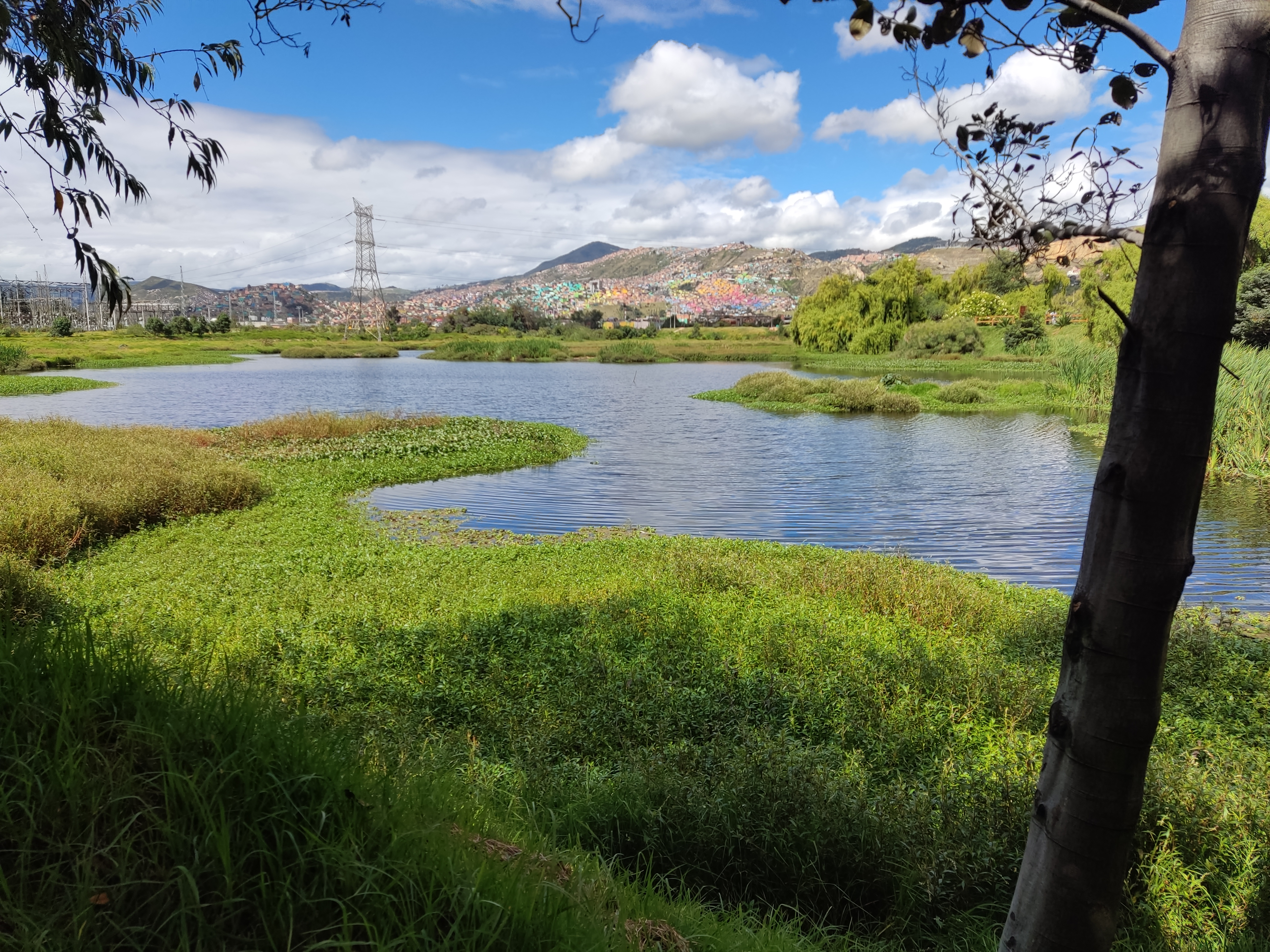
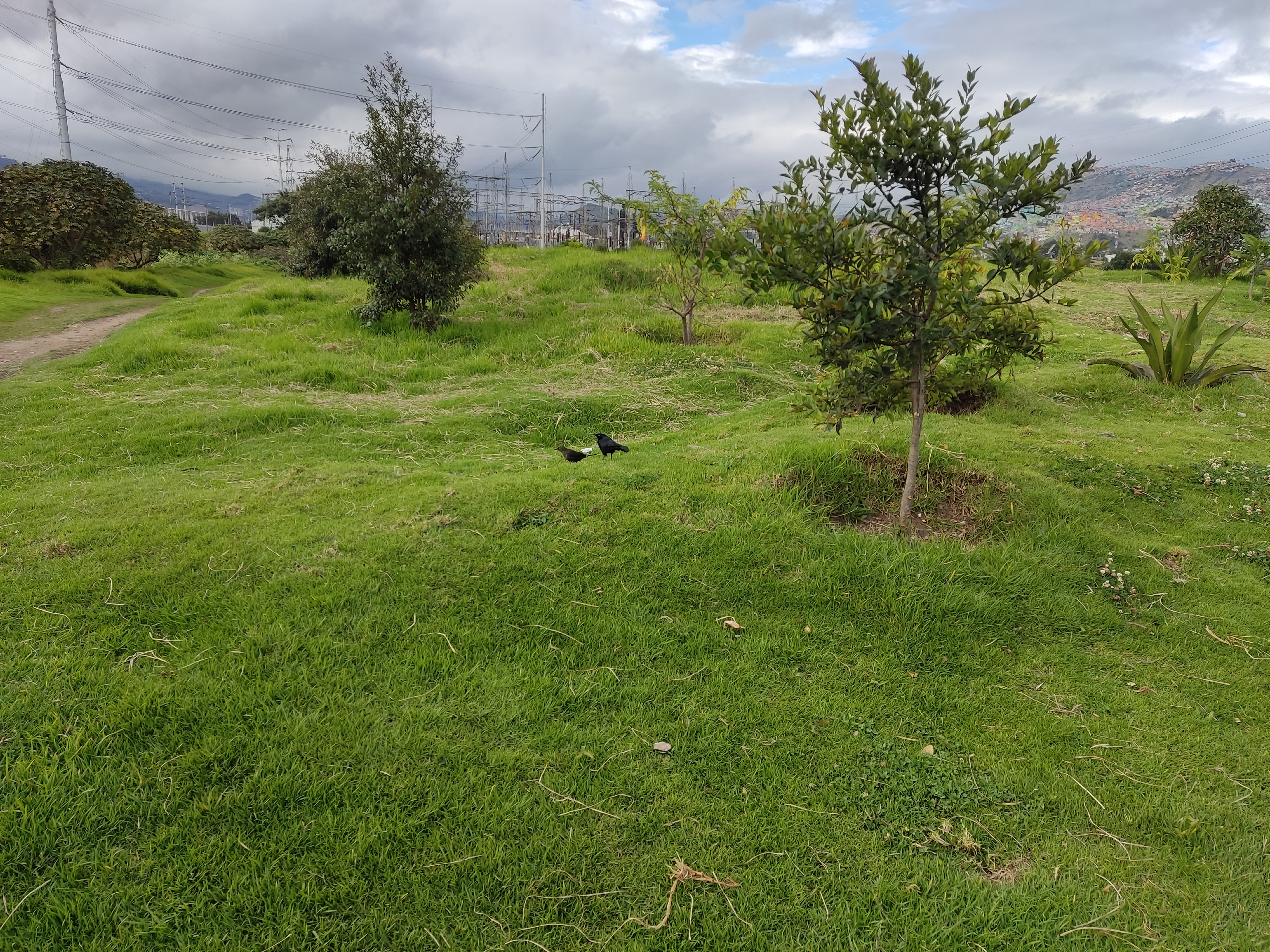

## Problemática

### Expansión urbana
Abarca diversas problemáticas en temáticas ambientales. Las aguas quietas y alargadas del río Tunjuelito se desbordan durante las temporadas de lluvia debido a las fábricas cercanas como Colmotores y a su vez la zonas residenciales.
Las causas principales de la expansión urbana son la falta de Educación ambiental y sentido de pertenencia con el espacio por parte de los vecinos, presencia de habitantes de calle y delincuencia dentro del humedal, vertimiento de residuos químicos de las curtiembres al río Tunjuelo, falta de recursos para el mantenimiento del Parque Ecológico Distrital de Humedal (PEDH), falta de apoyo estatal a las organizaciones comunitarias que desarrollan voluntariamente acciones de recuperación de este espacio, falta de identidad y compromiso con esta reserva ambiental por parte de la empresa Codensa pese a que tiene ubicada en su interior una antena, además de realizar quemas alrededor del PEDH que afectan negativamente el ecosistema, presencia de un parqueadero en una zona que forma parte del PEDH El Tunjo.

### Déficit hídrico
En el Humedal del Tunjo, se evidencia escasez de agua en los cuerpos de agua que nutren este humedal. Hay perdida de agua por evaporación y transpiración de las plantas mayor que la cantidad de lluvia que cae, lo que amenaza los funciones naturales del ecosistema del humedal.

### Inseguridad
Los problemas en el humedal el Tunjo, se evidencian en la presencia de los consumidores y traficantes de drogas, de los habitantes de calle por hacer sus necesidades en el humedal, los actos sexuales al aire libre, y también es utilizado por los moteros que realizan fogatas.

## Potencialidades

### Caudal ecológico
Se abastece por infiltración de agua de lluvia, el río Tunjuelito ingresa a los espejos de agua cuando el caudal supera el nivel de los jarillones.

### Comunidad organizada

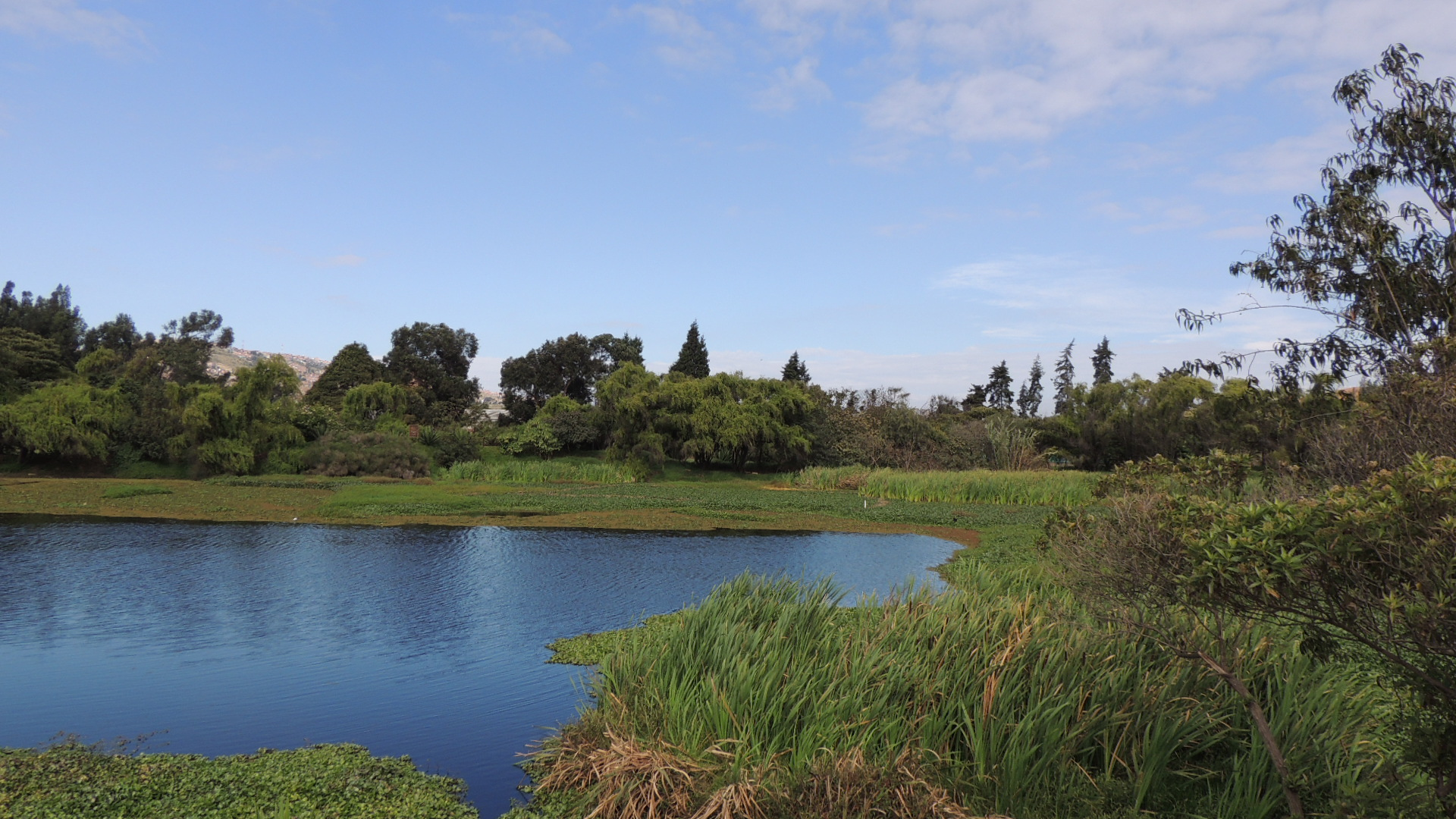
Estado actual gracias a las acciones de protección, conservación, reforestación, reciclaje, educación ambiental, que el Centro Experimental Juvenil ha realizado desde el 2004 en el río Tunjuelo.

Cuenta con la máxima certificación ambiental a nivel RAMSAR, como resultado del trabajo que se ha hecho para la conservación de la biodiversidad en estos espacios considerados Áreas Protegidas del Distrito.
Este humedal fue declarado como Reserva Distrital de Humedal mediante el artículo 55 del Decreto 555 de 2021 dentro del Plan de Ordenamiento Territorial donde también se establece el régimen de usos para este ecosistema.
El humedal es protegido por diferentes organizaciones y colectivos ambientalistas pertenecientes a la localidad de Tunjuelito y por el pueblo indígena Muysca allí se realizan caminatas ecológicas, avistamiento de aves y talleres ambientales.

### Biodiversidad

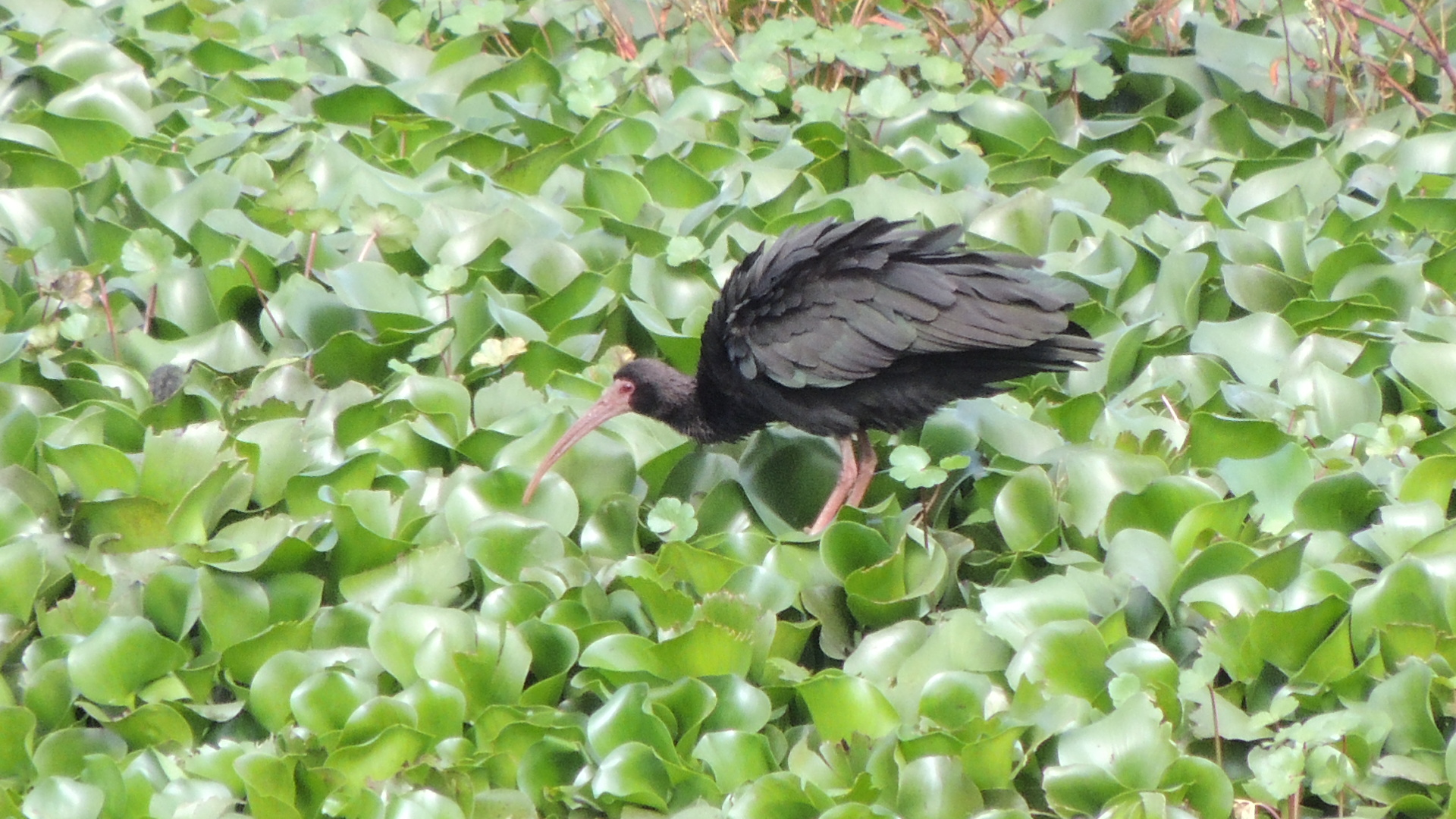
Coquito, Phimosus infuscatus.

El Parque Ecológico Distrital de Humedales (PEDH) es un gran ecosistema estratégico. Almacena agua y carbono lo que es muy importante para mitigar el cambio climático y es importante para la conservación de la flora y la fauna ya que en él podemos encontrar más de 80 especies de flora (Lengua de vaca, Junco, Cicuta, Cardo, Aliso, Sauco, Helecho, Acacia, Margarita Bellis, Sauce llorón), y más de 40 especies de aves (Gavilán, Lechuza común, Nycticorax nycticorax (Guaco), Golondrina negra, la Alcaravana, Copetón, Phimosus infuscatus (Coquito)), reptiles (serpiente de sabana), anfibios (rana verde), mamíferos (ratones) y aves migratorias. (tingua azul, contopus cooperi). El humedal El Tunjo actúa como esponja de agua durante el invierno absorbe y retiene agua de las lluvias y del río Tunjuelo ya que este se encuentra ubicado en la cuenca media del río tunjuelo lo que evita las inundaciones en los sectores de Tunjuelito y Ciudad Bolívar .
El tunjo cuenta con 6 espejos de agua entre ellos La libélula, La Mosca y El Colibrí.

### Área protegida
Según el Acuerdo Distrital 577 de 2014, del consejo de Bogotá, se declara como Parques Ecológicos Distritales de Humedal -PEDH-  al complejo de humedales el Tunjo para poder garantizar la recuperación, preservación y protección del humedal. Se han tomado varias medidas como delimitación y jornadas de limpieza.
El Tunjo esta declarado por el distrito como una reserva Distrital de Humedal mediante el artículo 55 del Decreto 555 del 2021 del Plan de Ordenamiento Territorial (POT). El PEDH el Tunjo cuenta con la máxima certificación RAMSAR.
A pesar de su importancia, los humedales están desapareciendo debido a la desinformación, la función que cumplen los humedales es vital para nuestro medio ambiente. Algunos beneficios de los humedales: son esponjas de agua, evitan las inundaciones, son el hábitat de diversas especies de flora y fauna, son lugar de refugio y descanso para las aves migratorias. Uno de los efectos más devastadores del cambio climático es la sequía, por eso es importante conservar y cuidar nuestros humedales.